# جرالد ایمز
جرالد ایمز (انگلیسی: Gerald Ames؛ ۱۲ سپتامبر ۱۸۸۰ – ۲ ژوئیهٔ ۱۹۳۳) یک هنرپیشه اهل بریتانیا بود. وی بین سال‌های ۱۹۰۵ تا ۱۹۲۸ میلادی فعالیت می‌کرد.
از فیلم‌ها یا برنامه‌های تلویزیونی که وی در آن نقش داشته است می‌توان به دکمه طلایی اشاره کرد.